# Delphinium thibeticum
Delphinium thibeticum är en ranunkelväxtart som beskrevs av Achille Eugène Finet och Gagnep.. Delphinium thibeticum ingår i släktet storriddarsporrar, och familjen ranunkelväxter. Utöver nominatformen finns också underarten D. t. laceratilobum.